# Milan Luhový
Milan Luhový (* 1. Januar 1963 in Ružomberok) ist ein ehemaliger slowakischer Fußballspieler.
Luhový begann seine Karriere 1981 bei Slovan Bratislava. 1984 wechselte der Stürmer zu Dukla Prag. 1987/88 und 1988/89 wurde er mit 24 und 25 Toren tschechoslowakischer Torschützenkönig. Im März 1990 wechselte er zum spanischen Verein Sporting Gijón. Im ersten Halbjahr 1993 spielte er für AS Saint-Étienne, anschließend eine Saison bei PAOK Thessaloniki. Nach einem zweijährigen Engagement bei VV St. Truiden beendete Luhový 1996 seine Karriere.
In der Tschechoslowakischen Fußballnationalmannschaft debütierte Luhový am 6. Oktober 1982 im Spiel gegen Schweden. Er stand im Kader für die Weltmeisterschaft 1990. Seinen letzten Einsatz hatte er am 25. September 1991 in Oslo gegen Norwegen. Insgesamt absolvierte Luhový 31 Länderspiele, in denen ihm sieben Treffer gelangen.
Heute arbeitet er als Fußballexperte und Kommentator für das Portal idnes.cz der tschechischen Tageszeitung Mladá fronta Dnes.